# Vitale Giambone
Vitale Giambone (Camagna Monferrato, 18 gennaio 1894 – Huesca, 16 giugno 1937) è stato un partigiano italiano.

## Biografia
Figlio di Giuseppe e Maria Berra, fu muratore comunista. Fratello maggiore del più famoso Eusebio Giambone, Medaglia d'oro al valor militare, non appena congedato dal servizio militare si trasferì a Torino ed iniziò l'attività politica e sindacale assieme ai suoi fratelli.
In prima fila nelle azioni contro le squadracce fasciste, fu costretto a lasciare l'Italia nel 1922 ed a riparare in Francia. Proseguì qui la sua attività politica. Allo scoppio della insurrezione franchista accorse in Spagna e si arruolò nella 2ª compagnia del battaglione Garibaldi.
Partecipò alle azioni al Cerro de los Ángeles ed a Casa de Campo, dove rimase ferito. Tornato al battaglione, passò poi alla brigata omonima con il grado di tenente.
Cadde il 16 giugno 1937 a Huesca per mano del nemico fascista.

## Riconoscimenti e dediche
La memoria storica di Vitale Giambone è oggetto di recente recupero storiografico. Le informazioni finora raccolte fanno parte della documentazione raccolta dalle associazioni legate alle vicende durante la guerra civile spagnola; presso la casa natale è in atto un progetto di recupero (la stessa dove nacque il fratello Eusebio Giambone) per creare un Museo della Resistenza.
La locale Sezione ANPI è attiva per il recupero della testimonianze della guerra civile spagnola, nota come "prova generale della seconda guerra mondiale".